# Eva Šuranová
Eva Šuranová (Ózd, 24 aprile 1946 – Bratislava, 31 dicembre 2016) è stata una lunghista cecoslovacca.

## Biografia
Specializzata nel salto in lungo ha vinto, all'apice della carriera, la medaglia di bronzo alle Olimpiadi di Monaco di Baviera 1972.

## Palmarès
| Anno | Manifestazione  | Sede   | Evento         | Risultato | Prestazione | Note |
| ---- | --------------- | ------ | -------------- | --------- | ----------- | ---- |
| 1972 | Giochi olimpici | Monaco | Salto in lungo | Bronzo    | 6,67 m      |      |
| 1974 | Europei         | Parigi | Salto in lungo | Argento   | 6, 65 m     |      |